# Pomeys
 Pomeys  ist eine französische Gemeinde mit 1.133 Einwohnern (Stand 1. Januar 2022) im Département Rhône in der Region Auvergne-Rhône-Alpes. Sie gehört zum Arrondissement Lyon und zum Kanton Vaugneray.

## Geographie
An der westlichen Gemeindegrenze verläuft das Flüsschen Gimond.
Nachbargemeinden von Pomeys sind Aveize im Norden, La Chapelle-sur-Coise im Osten, Larajasse im Südosten, Saint-Symphorien-sur-Coise im Süden, Saint-Denis-sur-Coise im Südwesten, Chazelles-sur-Lyon im Westen und Grézieu-le-Marché im Nordwesten.

## Bevölkerungsentwicklung
| Jahr                       | 1962 | 1968 | 1975 | 1982 | 1990 | 1999 | 2013 |
| Einwohner                  | 765  | 716  | 660  | 738  | 842  | 824  | 1116 |
| Quellen: Cassini und INSEE |      |      |      |      |      |      |      |

## Sehenswürdigkeiten
- Kirche Saint-Martin
- Château de Pluvy (16. Jahrhundert)
- Château de Saconay (16. Jahrhundert)

## Persönlichkeiten
- Antoine Pinay (1891–1994), französischer Politiker
- Anne-Cécile Rose-Itier (1890–1980), Autorennfahrerin

## Weblinks

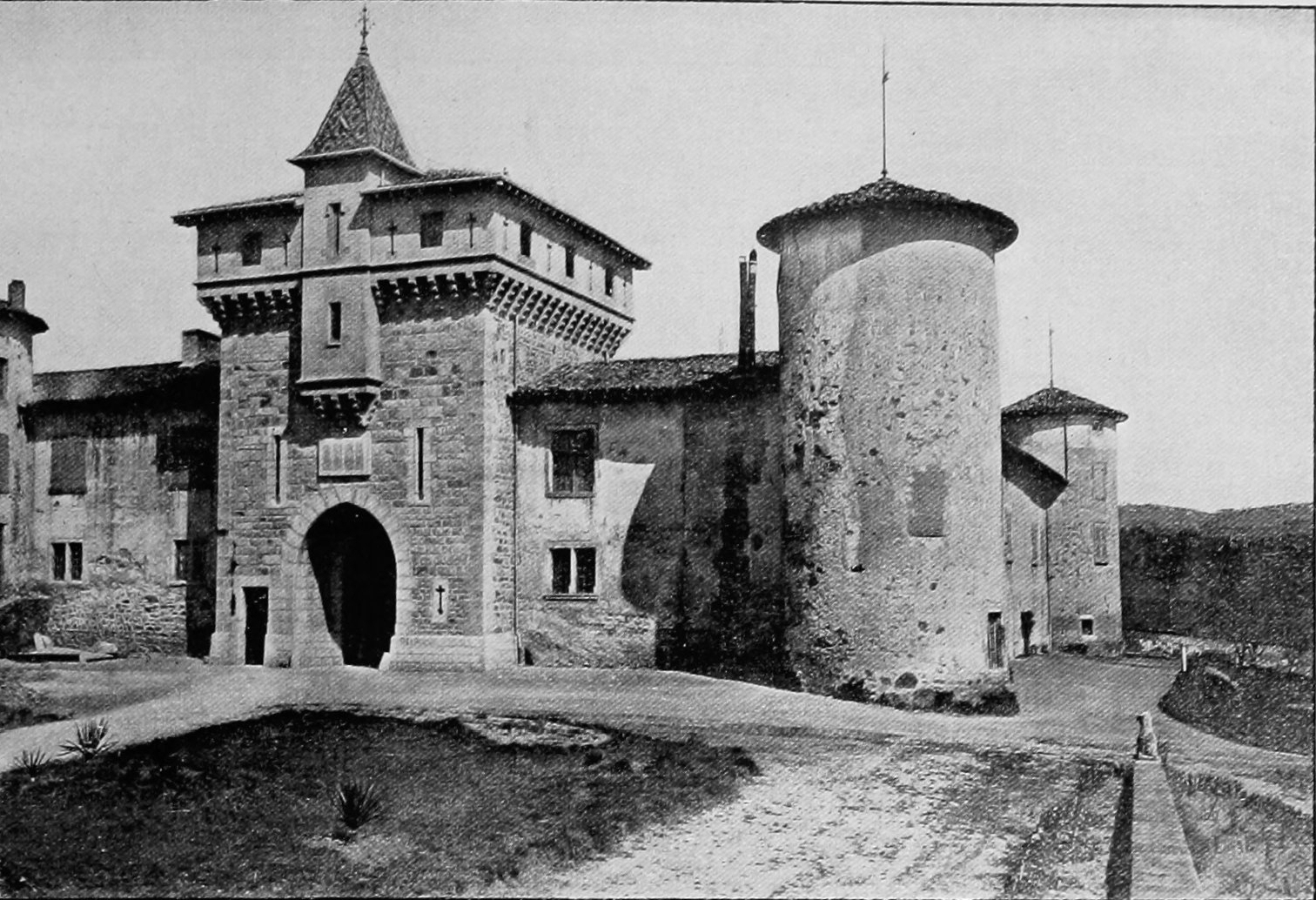
Château de Saconay 1901/1902